# Золотая шпага (фильм)
«Золотая шпага» — кукольно-игровой фильм.

## Сюжет
Фильм-сказка в современной манере рассказывает о девятилетней Шурочке и её сестрёнке Кате, проводящих каникулы на даче у бабушки. В Шурочку влюблён эльф, принц волшебного королевства. Другой персонаж, Игорёк — сын состоятельных родителей, нечестно завладевает волшебной шпагой, в результате чего обитателей дачи ожидают серьёзные неприятности, а жизнь волшебного королевства оказывается под угрозой. Кинолента, в которой кадры живых актёров мастерски совмещены с кукольной анимацией.

## В ролях
- Лена Логинова — Шурочка
- Марианна Кудрявцева — Катя
- Рома Смирнов — Игорек
- Саша Гатин — Ваня
- Вера Квливидзе — Дуня
- Варвара Сошальская — бабушка Шурочки
- Ирина Малышева — мама Игоря
- Дарья Михайлова — мама Шурочки
- Антонина Никанорова — Бабушка Вани
- Андрей Юренев — папа Игоря

Кукол озвучивали:
- Евгений Стеблов — Король
- Лев Дуров — Шут
- Вячеслав Петрушин — Принц
- Вячеслав Богачёв — министр

## Съёмочная группа
- Авторы сценария: Александр Александров, Геннадий Шумский, Станислав Соколов
- Режиссёры-постановщики: Геннадий Шумский, Станислав Соколов
- Оператор-постановщики: Ральф Келли
- Художник: Владимир Донсков
- Композитор: Исаак Шварц

## Награды
Фильм «Золотая шпага» награждён на кинофестивалях:
- 1991 — МКФ в Каире (Главный приз «Золотой Каир»)
- 1991 — МКФ фильмов для молодёжи в Лане (Специальный приз жюри)